# Jumièges
Jumièges és un municipi francès situat al departament del Sena Marítim i a la regió de Normandia. L'any 2007 tenia 1.715 habitants. S'hi troba l'Abadia de Jumièges, joia de l'art normand, romànica amb elements gòtics.

## Demografia

### Població
El 2007 la població de fet de Jumièges era de 1.715 persones. Hi havia 692 famílies de les quals 152 eren unipersonals (64 homes vivint sols i 88 dones vivint soles), 260 parelles sense fills, 244 parelles amb fills i 36 famílies monoparentals amb fills.
La població ha evolucionat segons el següent gràfic:
Habitants censats

### Habitatges
El 2007 hi havia 780 habitatges, 696 eren l'habitatge principal de la família, 39 eren segones residències i 45 estaven desocupats. 706 eren cases i 70 eren apartaments. Dels 696 habitatges principals, 526 estaven ocupats pels seus propietaris, 144 estaven llogats i ocupats pels llogaters i 26 estaven cedits a títol gratuït; 34 tenien una cambra, 18 en tenien dues, 88 en tenien tres, 215 en tenien quatre i 341 en tenien cinc o més. 584 habitatges disposaven pel capbaix d'una plaça de pàrquing. A 283 habitatges hi havia un automòbil i a 338 n'hi havia dos o més.

### Piràmide de població
La piràmide de població per edats i sexe el 2009 era:
| Homes | Edats   | Dones |
| ----- | ------- | ----- |
| 0     | 95 o +  | 0     |
| 0     | 90 a 94 | 0     |
| 0     | 85 a 89 | 12    |
| 16    | 80 a 84 | 8     |
| 24    | 75 a 79 | 32    |
| 32    | 70 a 74 | 32    |
| 40    | 65 a 69 | 56    |
| 44    | 60 a 64 | 52    |
| 72    | 55 a 59 | 40    |
| 68    | 50 a 54 | 96    |
| 68    | 45 a 49 | 52    |
| 60    | 40 a 44 | 64    |
| 84    | 35 a 39 | 84    |
| 44    | 30 a 34 | 48    |
| 28    | 25 a 29 | 36    |
| 36    | 20 a 24 | 48    |
| 76    | 15 a 19 | 68    |
| 72    | 10 a 14 | 52    |
| 44    | 5 a 9   | 84    |
| 44    | 0 a 4   | 32    |

## Economia
El 2007 la població en edat de treballar era de 1.121 persones, 831 eren actives i 290 eren inactives. De les 831 persones actives 772 estaven ocupades (427 homes i 345 dones) i 59 estaven aturades (24 homes i 35 dones). De les 290 persones inactives 116 estaven jubilades, 85 estaven estudiant i 89 estaven classificades com a «altres inactius».

### Ingressos
El 2009 a Jumièges hi havia 710 unitats fiscals que integraven 1.744,5 persones, la mediana anual d'ingressos fiscals per persona era de 19.703 €.

### Activitats econòmiques
Dels 67 establiments que hi havia el 2007, 3 eren d'empreses extractives, 2 d'empreses alimentàries, 2 d'empreses de fabricació d'altres productes industrials, 8 d'empreses de construcció, 16 d'empreses de comerç i reparació d'automòbils, 2 d'empreses de transport, 13 d'empreses d'hostatgeria i restauració, 1 d'una empresa financera, 5 d'empreses immobiliàries, 5 d'empreses de serveis, 3 d'entitats de l'administració pública i 7 d'empreses classificades com a «altres activitats de serveis».
Dels 17 establiments de servei als particulars que hi havia el 2009, 1 era una oficina de correu, 1 taller de reparació d'automòbils i de material agrícola, 2 paletes, 1 guixaire pintor, 2 fusteries, 2 electricistes, 2 perruqueries, 5 restaurants i 1 agència immobiliària.
Els 2 establiments comercials que hi havia el 2009 eren fleques.
L'any 2000 a Jumièges hi havia 98 explotacions agrícoles que ocupaven un total de 420 hectàrees.

## Equipaments sanitaris i escolars
L'únic equipament sanitari que hi havia el 2009 era un psiquiàtric.
El 2009 hi havia 1 escola maternal i 1 escola elemental.

## Poblacions més properes
El següent diagrama mostra les poblacions més properes.